# Азе-ле-Феррон (замок)
Азе́-ле-Ферро́н (фр. Château d'Azay-le-Ferron) — дворцово-парковый комплекс во французском муниципалитете Азе-ле-Феррон в департаменте Эндр в центре региона Центр — Долина Луары. Замок был основан в XV веке, а затем перестроен и расширен в начале XVII века. На рубеже XIX–XX веков прошла реконструкция комплекса. В настоящее время он включает в себя здание резиденции, ландшафтный парк и сад во французском стиле.
Замок вместе с парком 25 января 1950 года объявлен памятником национальной истории.

## История

### Ранний период
Первый замок на месте нынешнего дворца появился в конце XV века. Автором проекта выступил Прежан Фротье. Земли принадлежали ещё с XIII века семье Николя Тюрпен де Кризё. С 1412 года они стали частью баронства Прёйи. Одна из старых башен той эпохи, построенная в 1496 году, сохранилась до настоящего времени и была встроена в комплекс при перестройке XVII века. 

### Новое время
Замок перешёл в собственность семьи Людовика I де Кравана в 1560 году. Этот род владел поместьем до конца XVII века. 
На протяжении десятилетий владельцами были известные в истории Франции представители знати: Сезар де Бурбон, герцог Вандомский, сын короля Генриха IV и его любовницы Габриэль д'Эстре, ставшей по королевскому указу баронессой Прейи;  Людовик IV де Кревант, маршал в армии короля Людовика XIV. 
В 1638 году было построено новое здание резиденции — павильон Франца I с двумя боковыми крыльями. Прежние башни замка реконструировали, добавив в стены новые оконные проёмы. Отныне комплекс выглядел уже не как фортификационное сооружение, а как комфортабельное жилое здание. 
В 1699 году барония была выкуплена Луи-Николя Ле Тоннелье де Бретей. Его дочь, Габриель-Эмили, была с 1733 по 1737 год любовницей Вольтера. 
Семья Бретей, возможно, добавила на фасад восточного крыла изображение родового герба. 
В 1739 году замок был продан Луи-Франсуа де Галлифе. Затем владение ещё не раз переходило из рук в руки. 

### C XIX века по настоящее время
После Великой Французской революции комплекс  стал собственностью двух известных производителей оружия — Виктора и Антуана Лузарше, которые были одними из главных поставщиков ружей и амуниции в армию Наполеона. В 1852 году Азе-ле-Феррон окончательно перешёл во владение братьев. Их потомки жили в комплексе до начала XX века. Последняя представительница семьи покинула усадьбу и переехала в город Тур. 

## Современное использование
Замок и парк открыты для посетителей. Интерьер включает в себя мебель, произведения искусства и гобелены XV века и более поздних эпох.

## Парк и сад
Парк вокруг замка был разбит в XVII веке и занимал площадь 50  гектаров.  
В 1856 году по распоряжению Антуана Лузарше был разбит ландшафтный сад во французском стиле на площади 18 гектаров. Здесь появились аккуратные дорожки, декоративные кустарники и боскеты. В новом парке также создали дендрарий с экзотическими деревьями, в частности с такими, как калифорнийские секвойи. В 1920 году добавили регулярный парк «по-французски» с бродериями и топиарами.
В 1995 году сотрудники Турского Университета в одной из частей парка создали сад с фруктовыми деревьями: грушевыми деревьями и яблонями. 
С 1999 года вдоль стен высажены виноградные лозы из 40 сортов винограда. В 2003 году в парке создали розарий с 168 кустами роз.

## Галерея

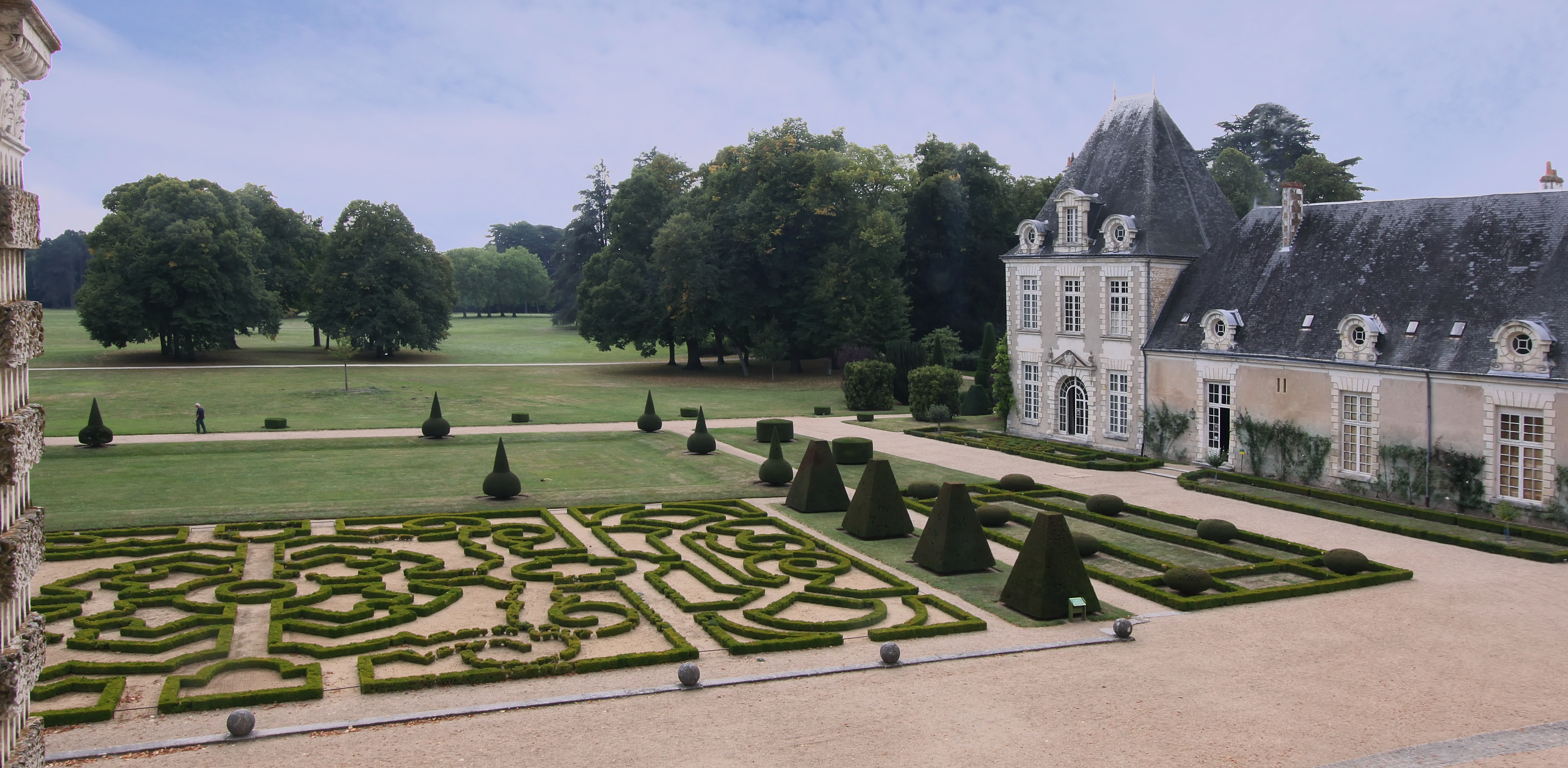
Внутренний двор замка
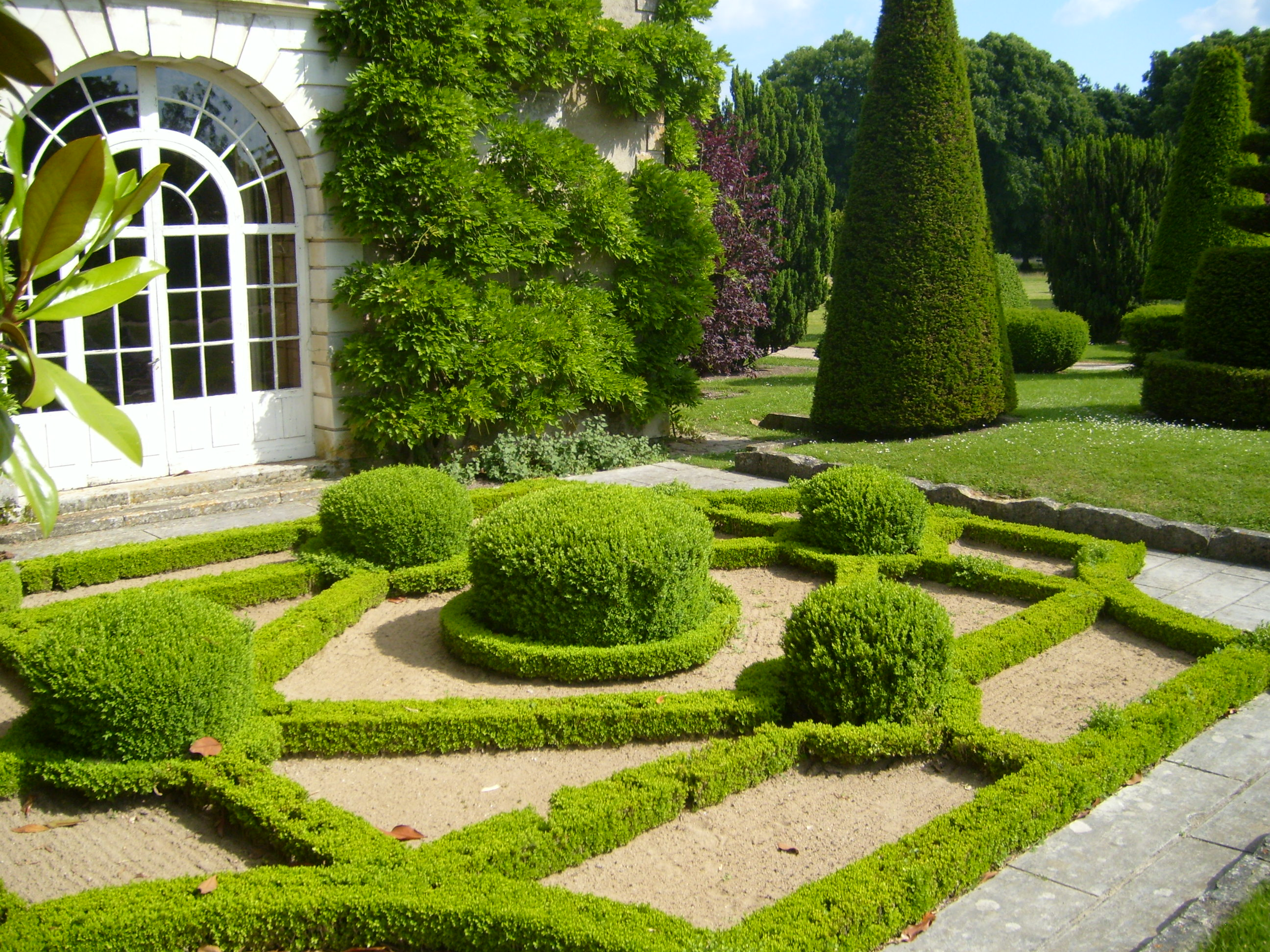
Фрагмент сада во французском стиле
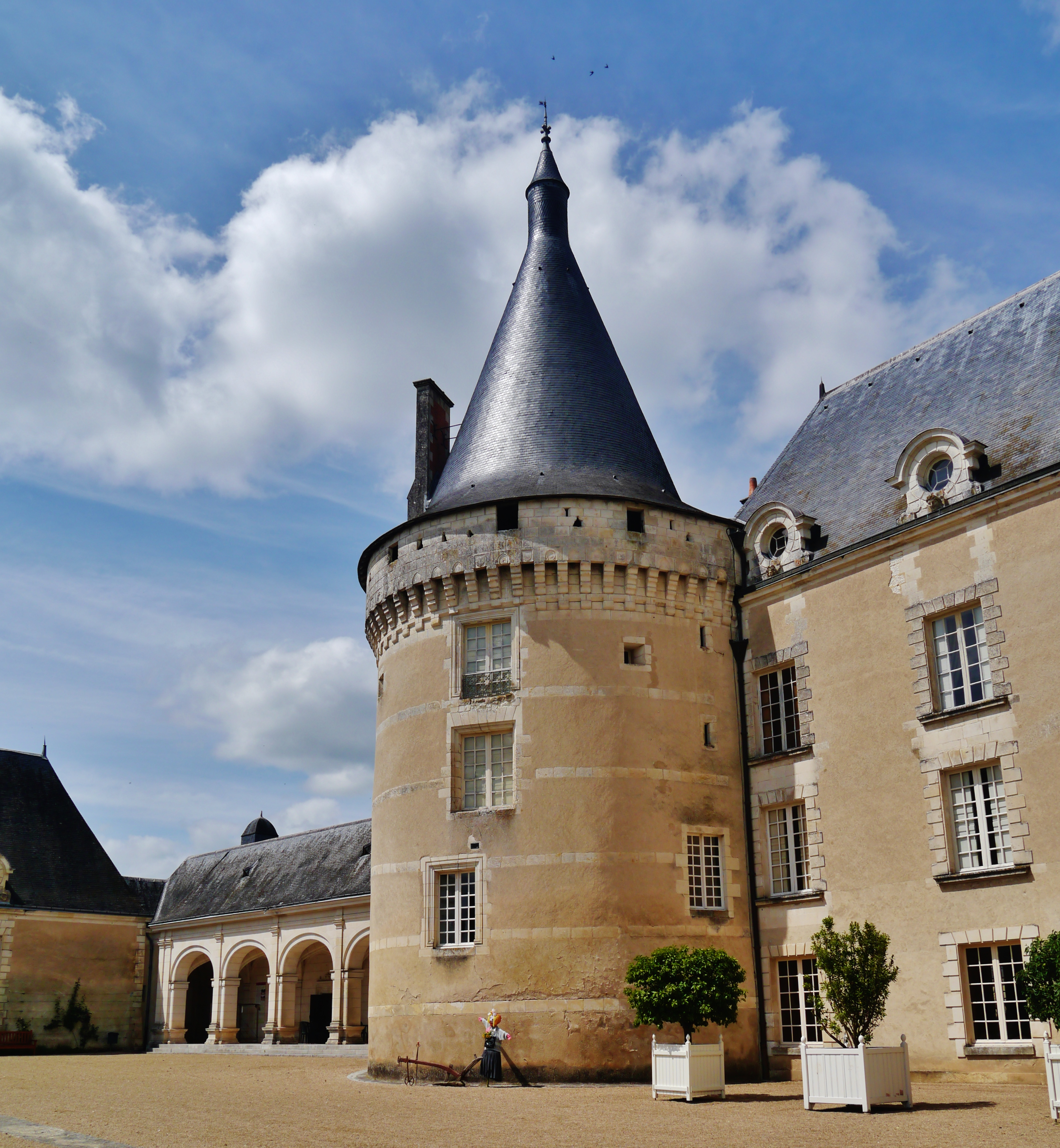
Одна из угловых башен комплекса
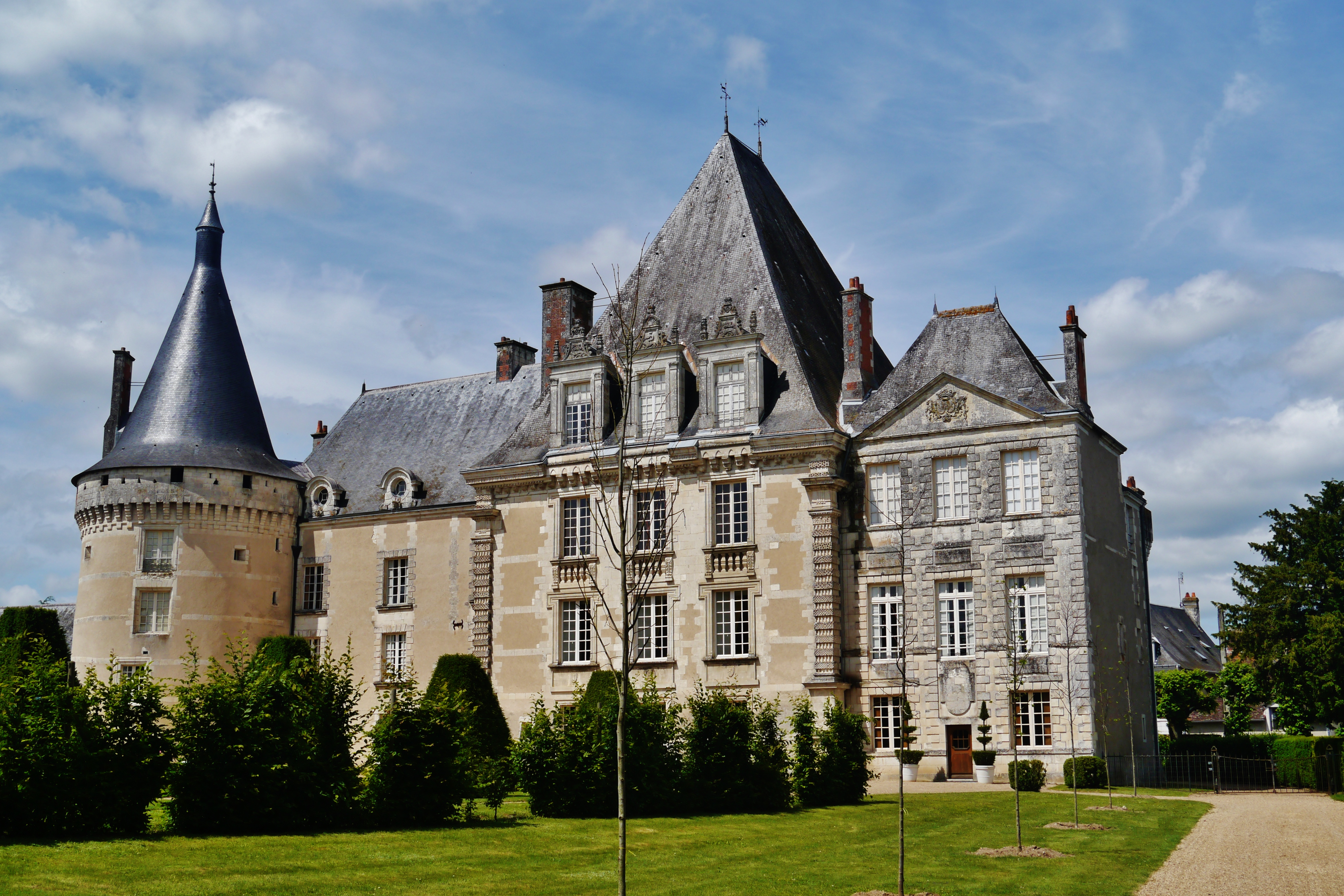
Вид главного здания резиденции
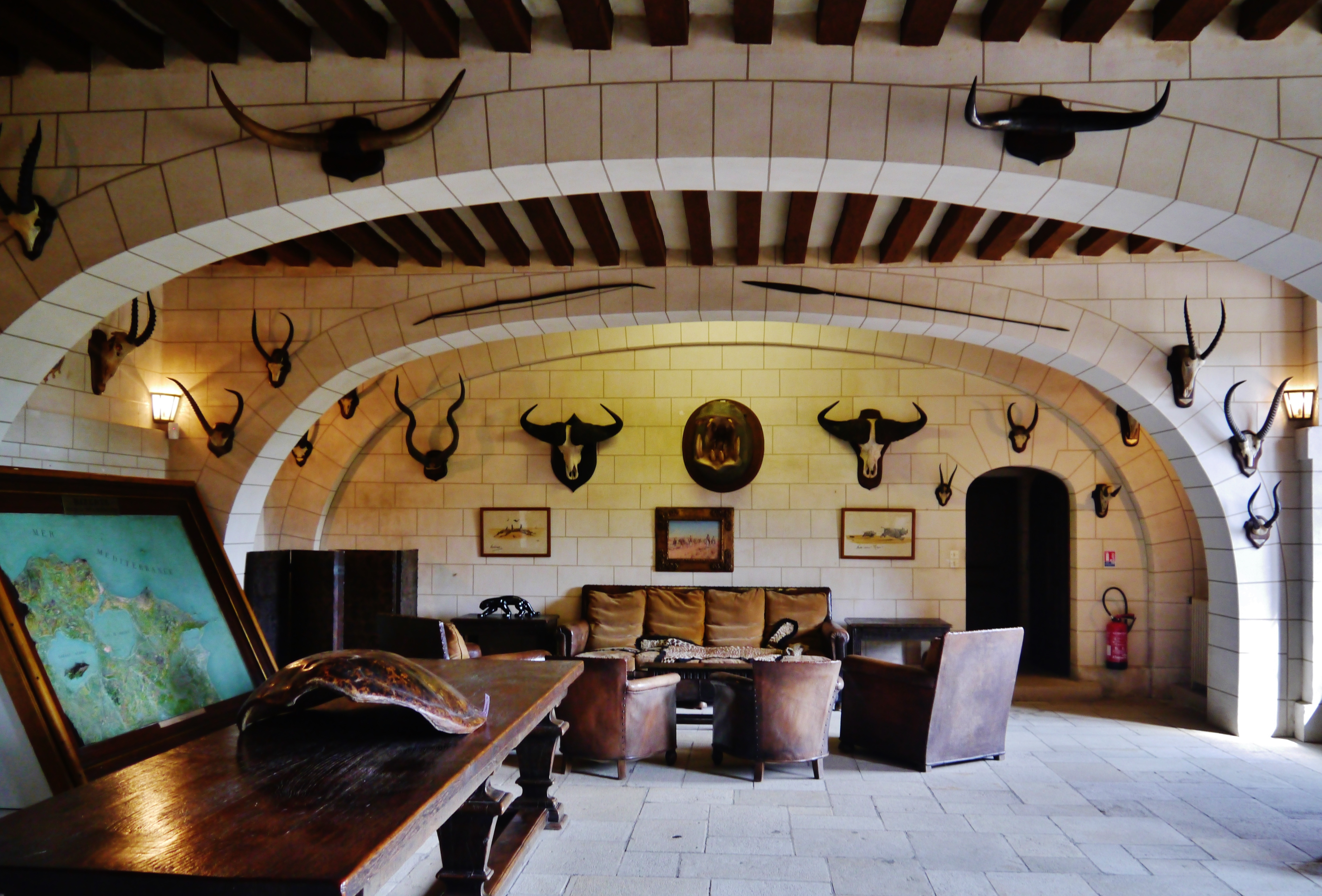
Гостиная внутри главного здания